# Rodemack
Rodemack település Franciaországban, Moselle megyében. Lakosainak száma 1282 fő (2022. január 1.). Rodemack Puttelange-lès-Thionville, Beyren-lès-Sierck, Breistroff-la-Grande, Cattenom, Fixem és Basse-Rentgen községekkel határos.

## Népesség
A település népessége az elmúlt években az alábbi módon változott:
| Lakosok száma | 506  | 650  | 771  | 1033 | 1101 | 1167 | 1240 | 1265 | 1292 | 1282 |
|               | 1968 | 1982 | 1990 | 2006 | 2013 | 2015 | 2017 | 2019 | 2020 | 2022 |